# Мацейко, Григорий
Григорий Мацейко (псевдоним Гонта; 7 августа 1913, Щирец — 11 августа 1966, Аргентина) — член Организации украинских националистов, боевик ОУН.
Вступил в ОУН в 1929 году.
Получил известность благодаря убийству 15 июня 1934 года министра внутренних дел Польши Бронислава Перацкого, руководившего осенью 1930 года проведением т. н. «пацификации Восточной Малопольши» в отношении украинского населения Польши.
После совершения террористического акта Мацейко сумел избежать задержания, бежал из Западной Украины в Чехословакию, а позже в Аргентину. Умер в эмиграции в 1966 году.
Как стало известно из рассекреченных документов американских спецслужб, в 1941-42 годах руководством ОУН и немецкими спецслужбами велась подготовка теракта против президента Рузвельта. Исполнителем теракта должен был стать Григорий Мацейко. Для этого он должен был въехать в США с паспортом на чужое имя при содействии агентов гестапо и немецких дипломатов в Латинской Америке. Теракт в конце концов так и не был осуществлён, а след Мацейко спецслужбы потеряли.